# IC 1223
IC 1223 ist eine Balken-Spiralgalaxie vom Hubble-Typ SB im Sternbild Herkules am Nordsternhimmel. Sie ist schätzungsweise 406 Millionen Lichtjahre von der Milchstraße entfernt und hat einen Durchmesser von etwa 105.000 Lichtjahren.
Das Objekt wurde am 11. Juli 1890 von Lewis Swift entdeckt.